# Café Bibent
Le Bibent est un restaurant situé à Toulouse, en France.

## Localisation
Le café restaurant est situé 5 place du Capitole à Toulouse, dans le département français de la Haute-Garonne.

## Historique
L'immeuble date du XIXe siècle, mais le café a été construit aux alentours de 1843 selon les Archives municipales de Toulouse, date de sa création par Jean-Catherine Bibent, qui le transmettra à son fils Narcisse-Léon à partir de 1870. Son décor en stuc est caractéristique de la Belle Époque. L'édifice est inscrit au titre des monuments historiques en 1975 pour son décor intérieur. 
Au milieu des années 1970, le propriétaire de l’époque, Émile Lapoujade, envisage une rénovation totale du café dans le but de le moderniser. Adieu le décor Second Empire, stucs, cariatides, guirlandes de fleurs et masques grimaçants… Une forte mobilisation locale parvient cependant à sauver l’œuvre de l’architecte Jean Pascal Virebent grâce à un arrêté de classement à l’inventaire supplémentaire des Monuments Historiques, datant du 29 octobre 1975. Néanmoins, une restauration de 1979 en a détruit la couleur originelle.
En 1986, le café est agrandi sur trois niveaux. Devenu brasserie, une nouvelle clientèle remplace les étudiants et les artistes. En même temps que son âme, le café perd peu à peu de son attrait.

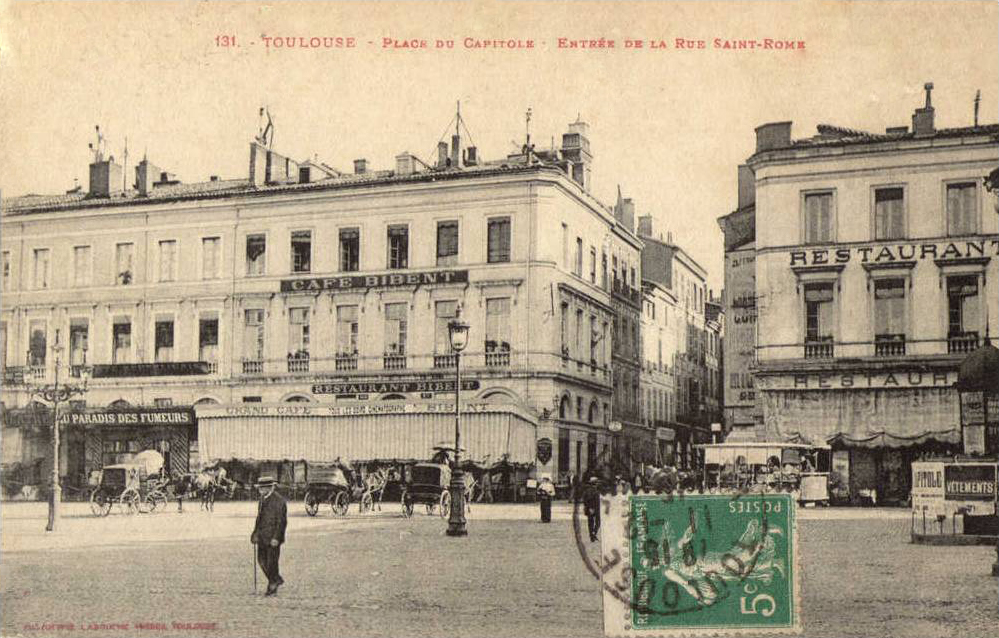
Carte postale de la place du Capitole vers 1907,au centre, le Bibent
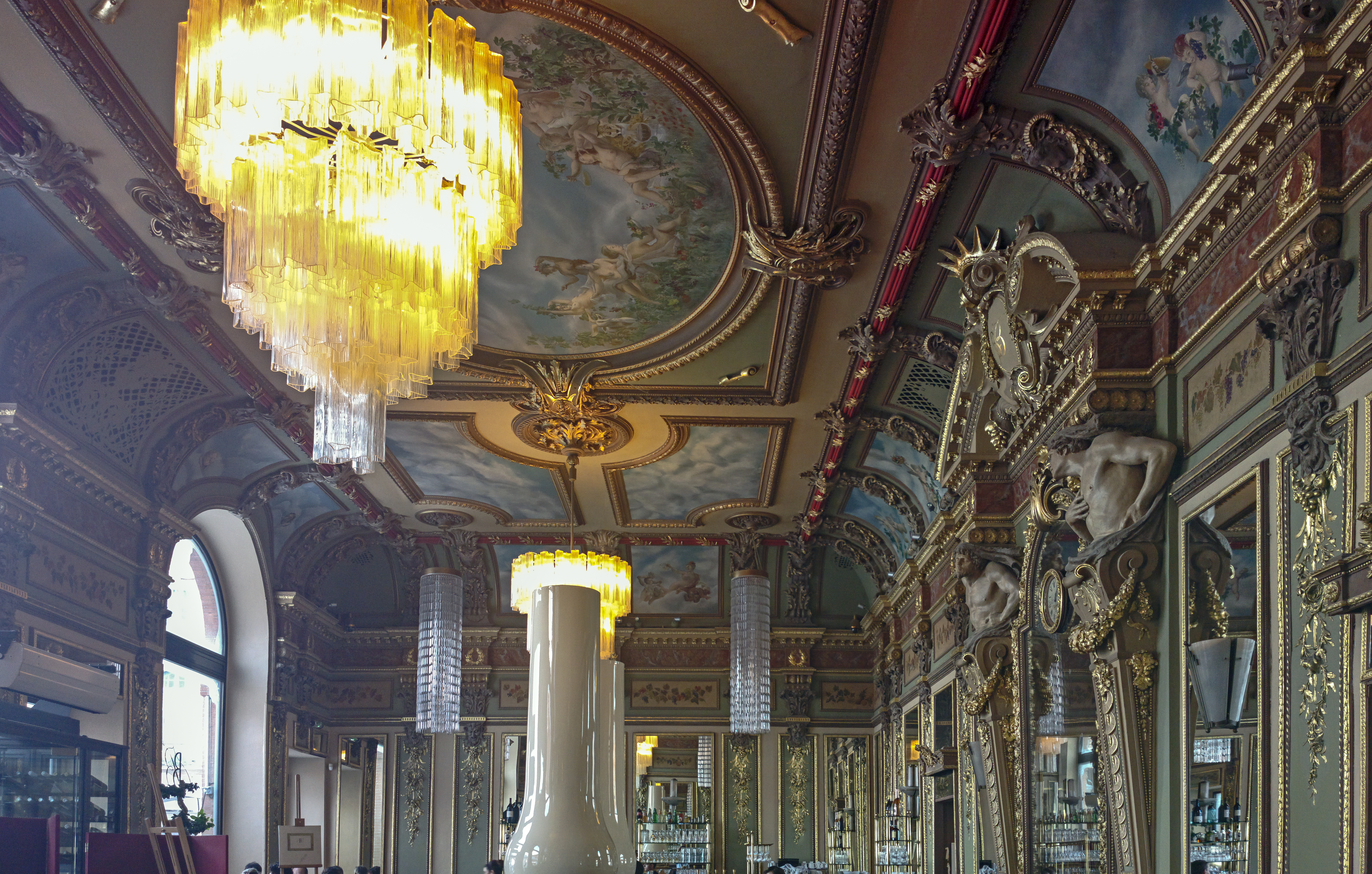
Le décor intérieur inscrit aux monuments historiques en 1975

En 1999, le Groupe Thierry Oldak achète les murs du Bibent avec pour objectif de rendre l’éclat d’antan à la plus célèbre des brasseries de la Place du Capitole. 
En 2009, le Groupe s’entoure d’Axel Letellier, architecte du patrimoine, et de Christian Constant, chef étoilé pour rouvrir Le Bibent. Durant douze mois de travaux, la rénovation menée par l’agence d’architecture et la décoratrice Béatrice Gayral a permis de retrouver les couleurs d’origine ; le vert, le rouge et l’or. Les miroirs et les lustres Murano ont été conservés, pour un coup de jeune respectueux tant au niveau de l’art que de l’esprit du plus vieux des cafés toulousains, et certainement l’un des plus anciens de France.
Le Bibent retrouve alors son décor Belle Époque et rouvre ses portes le 9 juin 2011 au pied du Capitole.
“C’est un retour aux sources pour moi. J’ai envie de faire revivre le Bibent. C’est un lieu magique, tout comme la place du Capitole l’est à Toulouse… Je vais faire une carte travaillée avec des produits du terroir, des plats simples, gastronomiques, de qualité et pas chers, comme la tête de veau ou le cassoulet ! Je veux que les Toulousains qui ont envie de sortir et de bien manger reviennent au Bibent”, s’enthousiasmait alors Christian Constant, aux commandes des cuisines de la brasserie.
En 2019, le chef Yann Ghazal rejoint les cuisines de la plus célèbre brasserie du Capitole où il apporte son expérience et sa touche.
En janvier 2023 le groupe Thierry Oldak doit, sur décision du tribunal céder la propriété du Bibent à des créanciers obligataires représentés par Olivier Bronner, à la suite d'emprunts non remboursés.
Fin janvier 2024, Le Groupe La Dépêche du Midi associé au Groupe Esprit Pergo reprend le fonds de commerce du Bibent à la barre du Tribunal de commerce de Montauban (82). 

## Anecdotes
Il fut le premier café de Toulouse, peut-être de France, à proposer de la bière à la pression, en 1861. Au début du XXe siècle, Jean Jaurès, alors conseiller municipal et adjoint au maire, y écrivait ses articles pour La Dépêche. Ironie de l'histoire, c'est aussi à la terrasse du Bibent que trois étudiants serbes, inscrits à la faculté de lettres et affiliés à la société secrète panslave la Main noire, conçurent au début de l'année 1914 les plans de l'assassinat qui devait coûter la vie à l'archiduc d'Autriche François-Ferdinand, le 28 juin, à Sarajevo. Il se peut qu'ils y aient croisé, à la table d'à côté, le pacifiste Jaurès,.